# Gabinet Ulyssesa Granta
Gabinet Ulyssesa Granta – powołany i zaprzysiężony w 1869 roku.
| Departament/Funkcja            | Imię i nazwisko       | Kadencja    |
| ------------------------------ | --------------------- | ----------- |
| Prezydent                      | Ulysses S. Grant      | 1869 – 1877 |
| Wiceprezydent                  | Schuyler Colfax       | 1869 – 1873 |
|                                | Henry Wilson          | 1873 – 1875 |
|                                | wakat                 | 1875 – 1877 |
| Sekretarz stanu                | Elihu B. Washburne    | 1869        |
|                                | Hamilton Fish         | 1869 – 1877 |
| Sekretarz skarbu               | George S. Boutwell    | 1869 – 1873 |
|                                | William A. Richardson | 1873 – 1874 |
|                                | Benjamin H. Bristow   | 1874 – 1876 |
|                                | Lot M. Morrill        | 1876 – 1877 |
| Sekretarz wojny                | John A. Rawlins       | 1869        |
|                                | William W. Belknap    | 1869 – 1876 |
|                                | Alphonso Taft         | 1876        |
|                                | J. Donald Cameron     | 1876 – 1877 |
| Prokurator generalny           | Ebenezer R. Hoar      | 1869 – 1870 |
|                                | Amos T. Akerman       | 1870 – 1871 |
|                                | George H. Williams    | 1871 – 1875 |
|                                | Edwards Pierrepont    | 1875 – 1876 |
|                                | Alphonso Taft         | 1876 – 1877 |
| Poczmistrz Generalny           | John A. J. Creswell   | 1869 – 1874 |
|                                | James W. Marshall     | 1874        |
|                                | Marshall Jewell       | 1874 – 1876 |
|                                | James N. Tyner        | 1876 – 1877 |
| Sekretarz marynarki wojennej   | Adolph E. Borie       | 1869        |
|                                | George M. Robeson     | 1869 – 1877 |
| Sekretarz zasobów wewnętrznych | Jacob D. Cox          | 1869 – 1870 |
|                                | Columbus Delano       | 1870 – 1875 |
|                                | Zachariah Chandler    | 1875 – 1877 |